# 尤潘區
尤潘區（西班牙語：Distrito de Yupán），是秘魯的一個區，位於該國北部安卡什大區的科龍戈省，始建於1923年5月9日，面積85.87平方公里，海拔高度2,734米，2005年人口408，人口密度為每平方公里4.8人。